# Dryopsis × fauriei
Dryopsis × fauriei là một loài dương xỉ trong họ Dryopteridaceae. Loài này được Holttum & P.J. Edwards mô tả khoa học đầu tiên năm 1986.